# Британско кралско научно дружество
Британското кралско научно дружество (на английски: Royal Society of London for the Improvement of Natural Knowledge) е научно общество, аналог на национална академия на науките на Обединеното кралство Великобритания и Северна Ирландия.
Официалното му име по допълнена кралска харта от 2012 г. е Председател, Съвет и членове на Кралското дружество на Лондон за подобряване на естествознанието (President, Council and Fellows of the Royal Society of London for Improving Natural Knowledge). Съкращавано е като Кралско (научно) дружество на Лондон или Лондонско кралско (научно) дружество (Royal Society of London) и официално като само Кралско дружество (Royal Society). На български език society се превежда понякога като „общество“ или „академия“.
Дружеството има 1400 членове (fellows) и чуждестранни членове и е сред най-старите и уважавани научни институции в света. Председатели на Royal Society са били Кристофър Рен, лорд Релей, Самюел Пийпс, Исак Нютон и др., а в днешно време членове са проф. Стивън Хокинг, Тим Бърнърс-Лий, Питър Хигс и много други видни учени.
Неофициалната дата на основаване е 28 ноември 1660 г., когато група учени от т.нар. „невидим колеж“, посветен на критика на работите на Франсис Бейкън, се събират и основават „Колеж за популяризиране на експерименталното обучение по физико-математически науки“. Основният обединяващ принцип е да се пропагандира нова, „експериментална“ форма на философия в противовес на традиционната, практикувана от привържениците на религията и Аристотел. През 1662 г. дружеството е официално утвърдено с кралска харта, която определя организационна структура с президент, ковчежник, секретари и съвет и му дава правото да публикува научни статии. Макар да е под кралски патронаж, то винаги си остава доброволна организация, независима от правителството. Както дружеството, така и неговото научно списание Philosophical Transactions of the Royal Society, накратко „Философски записки“, са най-старите в света.
Още при създаването си научното общество разработва програма за научни изследвания, свързана от една страна с практиката – практическа навигация и съставяне на карти, военно дело (изучаване на движението на снаряди във въздуха), металургия, медицина и т.н., а от друга – с необходимостта да се разработи нов научен подход за изучаване на природата и ново отношение към Коперниковата революция и Великите географски открития.
През 1850 г. британското правителство отпуска помощ от 1000 лири за подпомагане на научните изследвания.
Royal Society има повече от 100 служители и е научна неправителствена, но подпомагана от държавата организация, чиято цел е да насочва и популяризира научната дейност, да следи спазването на етичните принципи в науката и да подпомага таланта във всеки вид и форма.
Както и при други научни дружества, организацията се основава на членство. Нови членове се избират ежегодно от вече съществуващите членове, като критерий за избор е наличието на „съществен принос към подобряване на знанията по естествени науки, включително математика, инженерство и медицина“. Редовните членове трябва да са граждани или постоянно пребиваващи в някоя от страните на Общността на нациите или Ирландия, в противен случай могат да бъдат избрани като чуждестранни членове.
Мотото на дружеството Nullius in Verba (от латински: „Не вярвай на думите на никого“) представя стремежа за установяване на истината в научните търсения чрез експеримент, а не чрез позоваване на авторитет. Макар днес това да изглежда очевидно, философската база на организацията се различава коренно от предшестващите я философии като схоластиката, която установява научната истина чрез дедуктивна логика, позоваване на божественото провидение и цитиране на древните авторитети като Аристотел.
Лондонското кралско общество като частна организация, независима от правителствените научни учреждения, играе важна роля в организацията и развитието на научните изследвания във Великобритания и действа като съвещателен орган при решаване на основни въпроси на научната политика в качеството си на национална академия на науките. Част е от Британския съвет по наука.